# St. Michael (Burgrain)

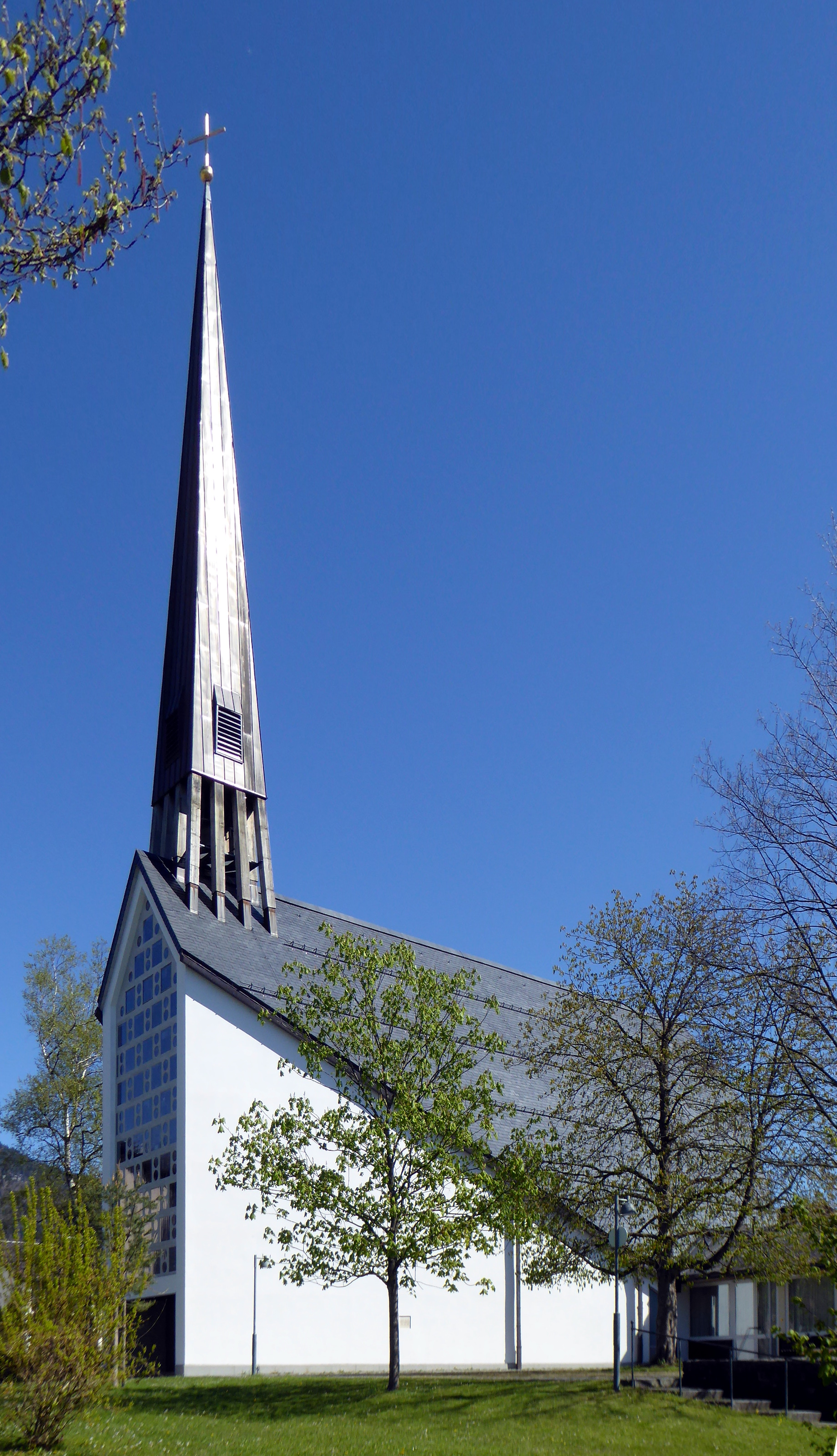
St. Michael von Südwesten

Die römisch-katholische Pfarrkirche St. Michael im Garmisch-Partenkirchener Ortsteil Burgrain im oberbayerischen Landkreis Garmisch-Partenkirchen gehört als Teil der gleichnamigen Pfarrei im Pfarrverband Zugspitze zum Dekanat Werdenfels des Erzbistums München und Freising. Das Gotteshaus besitzt die Adresse Kirchweg 1.

## Geschichte
Nach dem Zweiten Weltkrieg wurde im Jahr 1947 für die vielen neuen Siedler in Burgrain eine erste Notkirche errichtet, ungefähr im Bereich der heutigen evangelischen Friedenskirche. Seelsorgerisch versorgt wurden die Burgrainer von den Kaplänen der Pfarrei Maria Himmelfahrt Partenkirchen. Mitte 1961 wurde der erste Kirchenrat für Burgrain zusammengestellt und am 5. März 1962 die Errichtung der Seelsorgegemeinde Burgrain als Kuratie in Auftrag gegeben. Bereits 1959 wurde die Filialkirchenstiftung St. Michael gegründet.
Nachdem im Frühjahr 1962 ein Kirchenbauverein gegründet wurde, der das Ziel hatte, Spenden für die Kirchenausstattung zu sammeln, erfolgte der erste Spatenstich für den Neubau der St.-Michaels-Kirche am 1. April 1962 durch Dekan Lorenzer. Am 15. Juli 1962 legte Weihbischof Johannes Neuhäusler den Grundstein für den Bau nach Plänen von Fritz Strunz aus Bad Tölz. Fünf Monate später, am 14. Dezember 1962 wurde Hebauf gefeiert. Im April 1963 wurde der Kirchturm errichtet und am 30. Juni erfolgte die Weihe der Glocken durch Generalvikar Matthias Defregger. Schließlich weihte Julius Kardinal Döpfner am 8. September 1963 die Kirche. Seitdem dient die Kirche als Pfarrkirche der Pfarrei St. Michael Burgrain, die seit 2016 Teil des Pfarrverbands Zugspitze ist.

## Beschreibung und Ausstattung
Der schlichte, moderne Bau in Zeltform von Architekt Fritz Strunz aus Bad Tölz ist nach Ostnordosten ausgerichtet. An ihn schließt sich südlich der Pfarrhof an. Der kupferbeschlagene Dachreiterturm im Westen ist 43 Meter hoch, der Dachfirst misst 16 Meter. Die Westfassade wird dominiert von einem großen Buntglasfenster, das der Münchner Glasmaler Hollman schuf. Darüber hinaus besitzt die Kirche nur wenige Fensterschlitze.
Der Hochaltar aus Kalkstein befindet sich auf einem einfachen Sockelquader. In den Altar sind Reliquien des hl. Irenäus und der hl. Theophila eingelassen.
Das bronzebeschlagene Portal vom ortsansässigen Bildhauer Johannes Leismüller zeigt den Kirchenpatron Michael. Leismüller schuf auch das Taufbecken, den Tabernakel an der seitlichen Chorwand und das frei aufgehängte Kruzifix über dem Altar. Letzteres wurde im April 1964 fertiggestellt und ist 3,8 Meter hoch und breit.

### Unterkirche
Eine Besonderheit von St. Michael ist die Unterkirche, erreichbar über eine Wendeltreppe im Hauptschiff. Der halbrunde unverputzte, aus Ziegeln gemauerte Raum besitzt an der Decke Holzrippen. Gegenüber dem Altar ist das Abendmahl Jesu von den Oberammergauer Bildhauern Hermann Schilcher sen. und jun. reliefartig in die Ziegel eingearbeitet.

### Glocken
| Name              | Schlagton | Durchmesser (cm) | Gewicht (kg) | Inschrift                                                                                       |
| ----------------- | --------- | ---------------- | ------------ | ----------------------------------------------------------------------------------------------- |
| St. Heinrich      | f′        | 114              | 880          | Dem Himmel sei Ruhm und Macht und Ehre! St. Heinrich, Dir empfehlen wir unser Vaterland!        |
| Unsere liebe Frau | g′        | 101              | 580          | Heilige Maria, Mutter Gottes und Jungfrau, Dir empfehlen wir unsere Mütter, Frauen und Mädchen! |
| St. Josef         | b′        | 85               | 350          | St. Josef, Dir empfehlen wir die Väter, Männer und Jungen!                                      |
| St. Michael       | d′′       | 67               | 200          | St. Michael, führe uns alle zur Herrlichkeit des Reiches Gottes!                                |

### Orgel
Der Münchner Orgelbauer Guido Nenninger baute 1965 in St. Michael eine Orgel mit 18 Registern auf zwei Manualen und Pedal. Das Instrument mit Schleifladen und mechanischer Spiel- sowie elektrischer Registertraktur weist folgende Disposition auf:
| I Hauptwerk  |                |
| Prästant     | 8′             |
| Rohrflöte    | 8′             |
| Oktav        | 4′             |
| Blockflöte   | 4′             |
| Schwiegel    | 2′             |
| Sesquialtera | 2 ⁄3′ + 1 3⁄5′ |
| Mixtur IV    | 1 ⁄3′          |

| II Positiv     |       |
| Gedackt        | 8′    |
| Weidenpfeife   | 8′    |
| Nachthorn      | 4′    |
| Prinzipal      | 2′    |
| Sifflöte       | 1 ⁄3′ |
| Oktavzimbel II | 1⁄2′  |

| Pedal     |            |
| Subbaß    | 16′        |
| Offenbaß  | 8′         |
| Pommer    | 4′         |
| Choralbaß | 2 ⁄3′ + 2′ |
| Fagott    | 16′        |

- Koppeln: II/I, I/P, II/P
- Spielhilfen: freie Kombination, Tutti, Fagott 16′ ab